# Xã Shaw, Quận Saline, Arkansas
Xã Shaw (tiếng Anh: Shaw Township) là một xã thuộc quận Saline, tiểu bang Arkansas, Hoa Kỳ. Năm 2010, dân số của xã này là 1.369 người.